# Las Anonas, Jungapeo
Las Anonas är en ort i Mexiko.   Den ligger i kommunen Jungapeo och delstaten Michoacán de Ocampo, i den södra delen av landet, 140 km väster om huvudstaden Mexico City. Las Anonas ligger 1 587 meter över havet och antalet invånare är 550.
Terrängen runt Las Anonas är lite bergig. Runt Las Anonas är det ganska tätbefolkat, med 139 invånare per kvadratkilometer. Närmaste större samhälle är Heróica Zitácuaro, 16,4 km öster om Las Anonas. I omgivningarna runt Las Anonas växer huvudsakligen savannskog.